# Панин, Никита Петрович
Граф Ники́та Петро́вич Па́нин (17 апреля 1770, Харьков, Слободско-Украинская губерния — 1 марта 1837, Дугино) — русский дипломат из рода Паниных. Благодаря знатному происхождению и связям в 24 года был генералом, в 25 — губернатором и в 29 — вице-канцлером. В 1800 году попал в опалу при Павле I. Александр I при воцарении поручил Панину руководство всей внешней политикой. Но в 31-летнем возрасте Панин попал под запрет императора Александра появляться ему в Москве и Петербурге. Последующие 35 лет жизни Панин провёл  в имении Дугино Сычёвского уезда Смоленской губернии.

## Ранние годы
Единственный сын графа Петра Ивановича Панина и жены его Марии Родионовны. 
После смерти матери воспитывался в Петербурге у дяди, воспитателя юного наследника Павла – графа Никиты Панина, в честь которого и был назван. После смерти дяди вернулся в Москву к отцу и засел за изучение военных наук. Его отец тоже  был близок к наследнику престола, Павлу Петровичу, и стремился внушить эту привязанность своему «сыну-ледышке». Когда великий князь отправился в Финляндию для участия в военных действиях против шведов, граф Пётр Иванович прислал к нему сына волонтёром; в этой кампании он получил чин бригадира. По свидетельству Адама Чарторыйского
Панин рано приобрёл самоуверенность и апломб. Это был человек высокого роста, холодный, прекрасно владевший французским языком; его письма, которые мне приходилось читать в архиве, были совершенны во всех отношениях, как в смысле стиля, так и в смысле содержания.
По возвращении из похода 18-летний Панин влюбился в графиню Софью Владимировну Орлову и, несмотря на отвращение отца к екатерининским фаворитам, женился на ней. Без памяти любивший его отец не дожил до свадьбы. Через год Панин был принят великокняжеским двором на службу, но скоро рассорился с цесаревичем и стал добиваться у его матери назначения послом к одному из европейских дворов. Императрица, хотя и произвела единственного оставшегося в живых графа Панина в камергеры (в 1793), не очень-то его жаловала; через два года он был направлен в Гродно губернатором и командиром бригады.
Отсутствие женского влияния при воспитании Никиты Петровича, постоянное пребывание у опальных, и потому раздражительных и упорных, отца и дяди вредным образом отразились на его характере: это был человек крутой, прямолинейный, с непомерно развитым честолюбием, с ледяною внешностью; при одном взгляде на его высокую, сухую фигуру, с неподвижным лицом и резким, холодным взглядом многие чувствовали к нему антипатию.

## Служба и опала при Павле

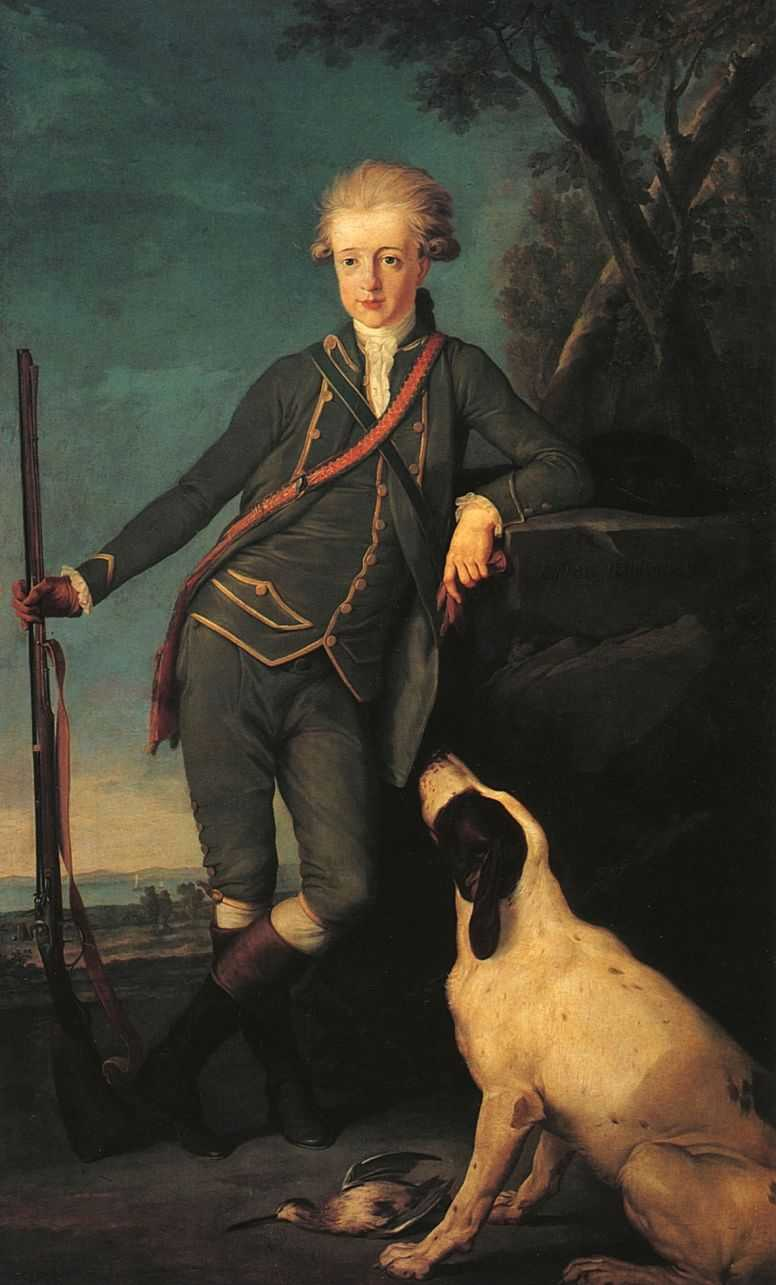
Юный Никита Панин на охоте

По вступлении на престол Павел I призвал к себе Панина и дал ему звание генерал-майора. Не любя военную службу, тот перешёл на дипломатическое поприще, вступив в члены Коллегии иностранных дел. В 1797 году назначен послом в Берлин, с поручением действовать в интересах сближения с революционной Францией, на котором настаивал министр иностранных дел Ростопчин. Рисуясь своими пуританскими воззрениями, новоявленный Катон сначала не хотел ехать к «развращённому» двору прусского короля. Этот «римлянин» (как называл Панина государь) был очень высокого мнения о своих талантах, «захлёбывался в сознании собственных достоинств».
Заклятый враг всяких республик, Панин считал русско-французский союз «постыдным делом» и, вопреки своим инструкциям, тайком налаживал коалицию против французской директории («пять разбойников, правящих Францией под именем директоров»). В конце 1799 года, не имея 29 лет от роду, Панин получил от Павла чин вице-канцлера. Горячий сторонник столь лелеемого его дядей союза с Австрией и Англией против французов, он тем не менее стремительно терял реальное влияние на дела.
Став в начале 1800 года уже действительным тайным советником, «римлянин» начал интриговать с английским посланником Витвортом и вице-адмиралом Дерибасом за отречение императора от престола в пользу сына Александра Павловича, с которым он тайно встречался в дворцовой бане. Впоследствии граф Панин ставил себе в заслугу то, что «первый развернул перед глазами наследника горестную картину опасностей, которые грозили гибелью государства».
В середине ноября 1800 года он был отставлен от должности (с назначением в Сенат), а в декабре выслан в своё имение Дугино. Затем ему было дано позволение жить в окрестностях Москвы. В марте 1801 года император Павел пал жертвой заговора, задуманного Паниным, но в исполнение приведённого без его участия. Его преемник вернул Панина в коллегию иностранных дел, чем вызвал неудовольствие матери, громогласно осуждавшей поведение вице-канцлера в год, предшествовавший гибели супруга.

## Опала при Александре I

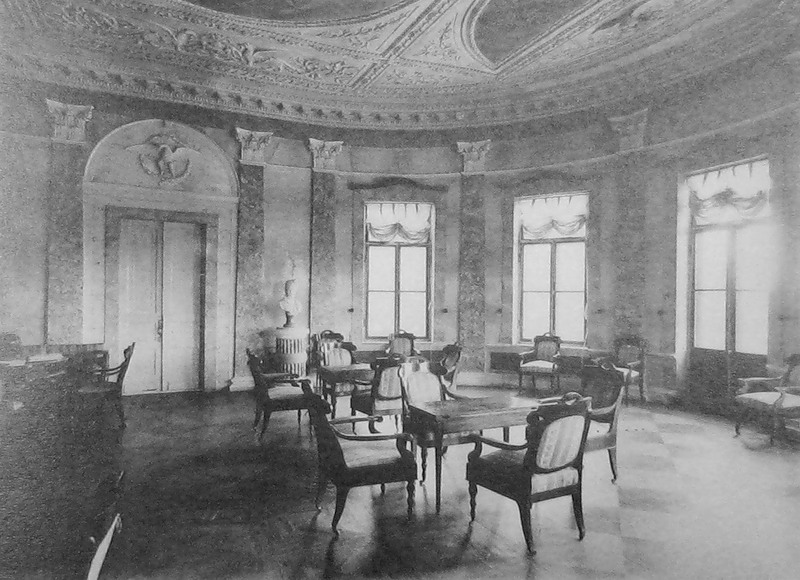
Гостиная Дугинского дворца

Александр I, поначалу предоставивший Панину руководство всей внешней политикой и, по отзывам современников, «не хотевший ничего делать, не выслушав его», внезапно охладел к своему министру, возможно, по причине отвращения Панина к «ложным принципам и опасным софизмам», внушённым, по его представлению, «коварным» воспитателем императора, «негодяем» Лагарпом.
Положение Панина, очевидно, было усугублено его разладом со старшими товарищами по дипломатической части, А. Б. Куракиным и С. Р. Воронцовым, причём в последнем случае неприязнь переросла едва ли не в ненависть. Осознав конец своего государственного поприща, приехавший в Москву на коронационные торжества Панин подал прошение и 30 сентября 1801 г. был уволен в трёхлетний отпуск, после чего выехал за границу.
Обратный путь Панина пролегал через владения шведского короля, откуда его выслали, объявив персоной нон грата. По возвращении на родину ему было сообщено о запрете проживать в столицах. С тех пор был не у дел, жил преимущественно в родительском имении Дугино, которое всячески благоустраивал и где был похоронен. Занимался там чтением, охотой, перепиской с родственниками.
Вся остальная жизнь Панина была посвящена попыткам быть полезным отечеству, но они оставались тщетными; все старания привести в ясность своё положение, оправдать себя, доказать неосновательность подозрений, в силу которых он считался как бы опаснейшим государственным преступником, не имели ни малейшего успеха. Труды графа на пользу России, продолжавшиеся лишь несколько лет, благодаря трагическому перелому в его жизни, оставались как бы эпизодом в истории.
Когда в конце 1806 г. смоленское дворянство избрало его начальником земской милиции, правительство не утвердило этого выбора. Опала Панина продлилась свыше 30 лет и не была смягчена даже после смерти Александра I. Склонный ко всему сверхъестественному и чудесному, он занимался в деревенской глуши изучением разных оккультных наук и магнетизма, причем результаты своих изысканий диктовал сыну Виктору Никитичу, исписавшему целые фолианты.
Живя в уединении в своем имении Дугине, граф при случае считал себя обязанным высказывать своё мнение и давать советы. Сохранилось некоторое число записок, составленных графом во время Отечественной войны и относящихся к военным действиям, к условиям заключения мира с Наполеоном. Иногда он предпринимал путешествия за границу (1816—1817, 1820—1822, 1829—1830, 1832), особенно с целью поправить расстроенное здоровье.

## Награды
- Орден Святой Анны (28 июня 1796)
- Орден Святого Александра Невского (14 марта 1798)
- Орден Красного орла (1796, королевство Пруссия)[3]

## Семья

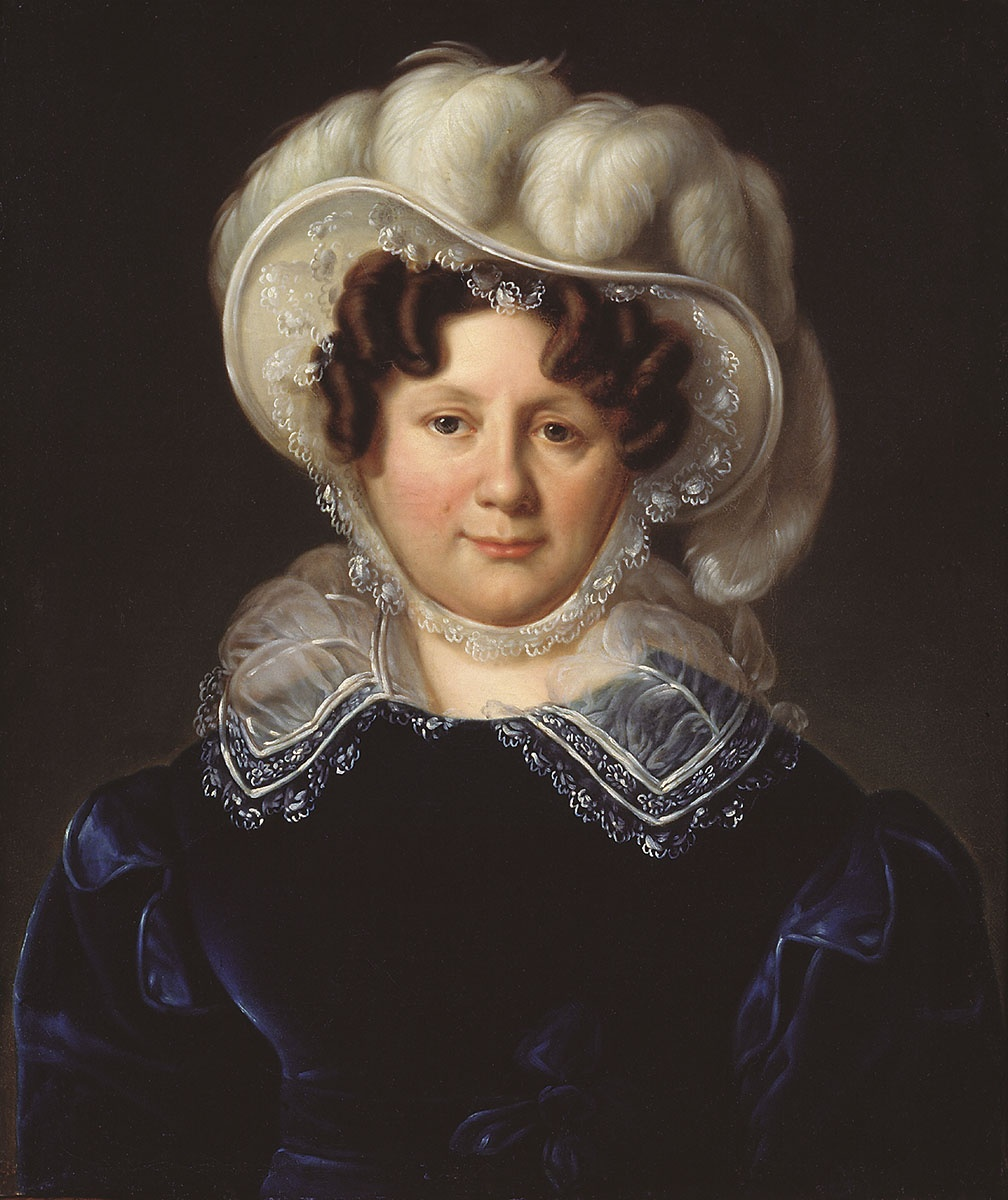
Софья Владимировна

Жена (с 9 января 1790 года) — графиня Софья Владимировна Орлова (06.11.1774—07.01.1844), фрейлина (1788), дочь графа Владимира Григорьевича Орлова, крестница Екатерины II и наследница усадьбы Марфино. Брак состоялся в Москве с соизволения императрицы. По общему отзыву современников, графиня отличалась образованностью, высшими душевными качествами и в особенности щедрой благотворительность. По характеру она была полной противоположностью своему мужу, человеку сухому и упорному; была женщина мягкая, добрая и благожелательная. Разделяя опальную судьбу с супругом, большую часть своей жизни провела в Москве и в усадьбе Дугино. Похоронена на кладбище Донского монастыря. В браке родились четыре дочери и шесть сыновей, из которых совершеннолетия достигли только пятеро:
- Александр Никитич (22.03.1791—15.02.1850), действительный статский советник, унаследовал Дугино, женат на графине Александре Сергеевне Толстой, их дочь княгиня Мария Мещерская, в 1875 году заказала Марку Антокольскому изваять статую сидящего деда, которая стала одним из главных украшений Дугинского дворца[6].
- Елизавета Никитича (03.07.1792[7]—20.03.1797), крещена 6 июля 1792 года в Казанском соборе при восприемстве А. С. Протасовой.
- Пётр Никитич (05.03.1794[8]—09.03.1797), крещен в Адмиралтейской церкви, крестник П. Б. Пассека.
- Владимир Никитич (1795—18.03.1797[9]), скончался вместе с братом и сестрой от заразной болезни (от коликов).
- Софья Никитична (16.03.1797[9]—20.12.1833), крестница графини Е. В. Орловой.
- Аглаида Никитична (20.01.1798—17.04.1829), в обществе её звали модным именем Адель, или Аделаида[10]; родилась в Берлине, очень хорошо рисовала, жила в московском доме на Большой Никитской, где и умерла от туберкулеза, похоронена на Донском кладбище.
- Виктор Никитич (28.03.1801—01.04.1874), последний из графов Паниных, унаследовал Марфино.
- Никита Никитич (03.09.1803—19.12.1806)
- Вера Никитична (08.09.1808—09.04.1841), была горбатой и не росла, вследствие того, что в детстве её уронили с большого балкона над арками подъезда, куда выходили окна с лестницы, двери из залы и детской. Под конец жизни мучилась сильными болями в спине и проводила много времени на матрицах разложенных на полу в одной из комнат в доме на Большой Никитской.

Дети
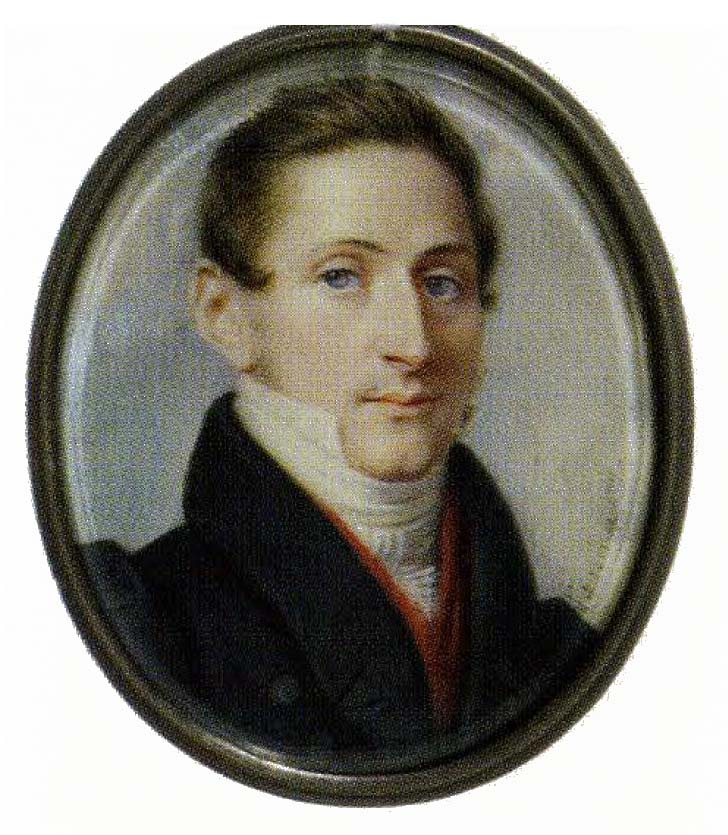
Александр
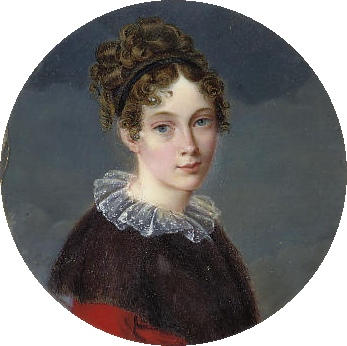
Аглаида
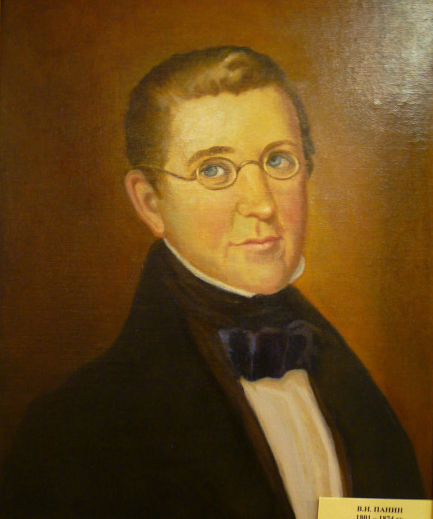
Виктор
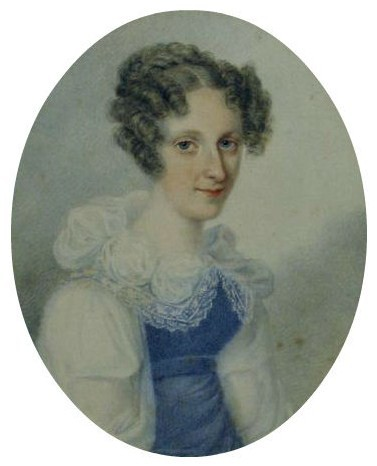
Вера